# Lara Croft Tomb Raider: The Cradle of Life
Lara Croft Tomb Raider: The Cradle of Life är en amerikansk/brittisk/japansk/tysk äventyrsfilm från 2003 i regi av Jan de Bont, med Angelina Jolie i huvudrollen som Lara Croft. Filmen är baserad på Tomb Raider-spelen och är en uppföljare till Lara Croft: Tomb Raider från 2001.
Filmen hade biopremiär i Sverige den 13 augusti 2003, utgiven av Paramount Pictures.

## Rollista (i urval)
| Angelina Jolie     | – Lara Croft       |
| Gerard Butler      | – Terry Sheridan   |
| Ciarán Hinds       | – Jonathan Reiss   |
| Chris Barrie       | – Hillary          |
| Noah Taylor        | – Bryce            |
| Djimon Hounsou     | – Kosa             |
| Til Schweiger      | – Sean             |
| Simon Yam          | – Chen Lo          |
| Terence Yin        | – Xien             |
| Daniel Caltagirone | – Nicholas Petraki |
| Fabiano Martell    | – Jimmy Petraki    |
| Jonny Coyne        | – Gus Petraki      |
| Ralf Beck          | – Seans torped 1   |
| Tom Wu             | – Seans torped 2   |
| Gerald Kyd         | – Seans torped 3   |